# Albanien i Eurovision Song Contest
Albanien har deltaget i Eurovision Song Contest siden 2004, og har 7 gange været i finalen. Deres bedste resultat var i Eurovision Song Contest 2012, hvor sangen Suus sunget af Rona Nishliu kom på en 5. plads.
Den første albanske repræsentant til Eurovision Song Contest blev besluttet gennem det mangeårige albanske musik konkurrence, Festivali i Këngës në RTSH. Vinderen af Festivali i Këngës në RTSH ville repræsentere Albanien i sin første Eurovision Song Contest. Vinderen blev Anjeza Shahini med sangen "Imazhi yt".
Den albanske repræsentant blev året efter igen valgt gennem Festivali i Këngës. Vinderen af Festivali i Këngës var Ledina Çelo med "Nesër shkoj", oversat som "I morgen vil jeg gå" på dansk.
Vinderen af Festivali i Këngës i 2006 var Luiz Ejlli med "Zjarr e ftohtë", sangen blev ikke oversat til engelsk og var den første albanske repræsentant som bliver sunget af albansk. I semifinalen fik Luiz 58 point, og fik en 14 plads ud af 23 og kvalificerede sig ikke til finalen.
I 2007 var repræsentanten Frederik Ndoci med sangen "Hear My Plea". Sangen blev udført ved Eurovision på både engelsk og albansk.
Vinderen af Festivali i Këngës i 2008 var "Zemrën e lame peng" af Olta Boka. Det betød at hun skulle repræsentere Albanien i Eurovision Song Contest 2008 i Beograd, Serbien.
Albanien var det første land til at vælge både deres kunstner og offentligt at præsentere deres sang til Eurovision Song Contest 2009. Vinderen blev igen valgt af Festivali i Këngës. Kejsi Tola vandt med sangen "Me Merr në ëndërr" som var oversat til "Carry Me in Your Dreams" Kejsi Tola kvalificerede sig til finalen og fik en 17. plads.
Albanien vælger deres repræsentanter i den årlige Festivali i Këngës në RTSH , der bliver afholdt i december.

## Repræsentant
Nøgle
     Vinder
     Anden plads
     Tredje plads
     Sidste plads
     Deltager valgt, men konkurrerede ikke
| År   | Kunstner                        | Sang                      | Sprog             | Oversættelse              | Finale             | Point              | Semi               | Point              |
| ---- | ------------------------------- | ------------------------- | ----------------- | ------------------------- | ------------------ | ------------------ | ------------------ | ------------------ |
| 2004 | Anjeza Shahini                  | "The Image of You"        | Engelsk           | Billedet af dig           | 7                  | 106                | 4                  | 167                |
| 2005 | Ledina Çelo                     | "Tomorrow I Go"           | Engelsk           | I morgen går jeg          | 16                 | 53                 | Top 10 året før    | Top 10 året før    |
| 2006 | Luiz Ejlli                      | "Zjarr e ftohtë"          | Albansk           | Ild og kulde              | Ikke kvalificeret  | Ikke kvalificeret  | 14                 | 58                 |
| 2007 | Frederik Ndoci                  | "Hear My Plea"            | Engelsk, albansk  | Hør min bøn               | Ikke kvalificeret  | Ikke kvalificeret  | 17                 | 49                 |
| 2008 | Olta Boka                       | "Zemrën e lamë peng"      | Albansk           | Vi udsætter vores hjerter | 17                 | 55                 | 9                  | 67                 |
| 2009 | Kejsi Tola                      | "Carry Me in Your Dreams" | Engelsk           | Bær mig i dine drømme     | 17                 | 48                 | 7                  | 73                 |
| 2010 | Juliana Pasha                   | "It's All About You"      | Engelsk           | Det hele er om dig        | 16                 | 62                 | 6                  | 76                 |
| 2011 | Aurela Gaçe                     | "Feel the Passion"        | Engelsk, albansk  | Føl passionen             | Ikke kvalificeret  | Ikke kvalificeret  | 13                 | 47                 |
| 2012 | Rona Nishliu                    | "Suus"                    | Albansk           | Personligt                | 5                  | 146                | 2                  | 146                |
| 2013 | Adrian Lulgjuraj & Bledar Sejko | "Identitet"               | Albansk           | Identitet                 | Ikke kvalificeret  | Ikke kvalificeret  | 15                 | 31                 |
| 2014 | Herciana Matmuja                | "One Night's Anger"       | Engelsk           | En nats vrede             | Ikke kvalificeret  | Ikke kvalificeret  | 15                 | 22                 |
| 2015 | Elhaida Dani                    | "I'm Alive"               | Engelsk           | Jeg er i live             | 17                 | 34                 | 10                 | 62                 |
| 2016 | Eneda Tarifa                    | "Fairytale"               | Engelsk           | Eventyr                   | Ikke kvalificeret  | Ikke kvalificeret  | 16                 | 45                 |
| 2017 | Lindita                         | "World"                   | Engelsk           | Verden                    | Ikke kvalificeret  | Ikke kvalificeret  | 14                 | 76                 |
| 2018 | Eugent Bushpepa                 | "Mall"                    | Albansk           | Længsel                   | 11                 | 184                | 8                  | 162                |
| 2019 | Jonida Maliqi                   | "Ktheju tokës"            | Albansk           | Tilbage til jorden        | 17                 | 90                 | 9                  | 96                 |
| 2020 | Arilena Ara                     | "Fall From The Sky"       | Engelsk           | Fald fra himlen           | Konkurrence aflyst | Konkurrence aflyst | Konkurrence aflyst | Konkurrence aflyst |
| 2021 | Anxhela Peristeri               | "Karma"                   | Albansk           | Karma                     | 21                 | 57                 | 10                 | 112                |
| 2022 | Ronela Hajati                   | "Sekret"                  | Albansk, engelsk  | Hemmelighed               | Ikke kvalificeret  | Ikke kvalificeret  | 12                 | 58                 |
| 2023 | Albina and Familja Kelmendi     | "Duje"                    | Albansk           | Elsk det                  | 22                 | 76                 | 9                  | 83                 |
| 2024 | Besa                            | "Titan"                   | Engelsk           | —                         | Ikke kvalificeret  | Ikke kvalificeret  | 15                 | 14                 |
| 2025 | Shkodra Elektronike             | "Zjerm"                   | Albansk           | Ild                       | 8                  | 218                | 2                  | 122                |
| 2026 | TBD december 2025               | TBD december 2025         | TBD december 2025 | TBD december 2025         |                    |                    |                    |                    |

## Pointstatistik (2004 - 2025)

### Flest point til og fra - top 5
NB: Kun point givet i finalerne er talt med.
| Albanien har givet flest point til | Albanien har givet flest point til | Albanien har givet flest point til |
| Placering                          | Land                               | Point                              |
| ---------------------------------- | ---------------------------------- | ---------------------------------- |
| 1                                  | Italien                            | 208                                |
| 2                                  | Grækenland                         | 184                                |
| 3                                  | Sverige                            | 89                                 |
| 4                                  | Frankrig                           | 78                                 |
| =                                  | Spanien                            | 78                                 |

| Albanien har modtaget flest point fra | Albanien har modtaget flest point fra | Albanien har modtaget flest point fra |
| Placering                             | Land                                  | Point                                 |
| ------------------------------------- | ------------------------------------- | ------------------------------------- |
| 1                                     | Nordmakedonien                        | 127                                   |
| 2                                     | Grækenland                            | 116                                   |
| 3                                     | Schweiz                               | 97                                    |
| 4                                     | Montenegro                            | 91                                    |
| 5                                     | Italien                               | 67                                    |

### 12 point til og fra
NB: Kun 12 point givet i finalerne siden er talt med.
| Albanien har modtaget 12 point fra | Albanien har modtaget 12 point fra           | Albanien har modtaget 12 point fra |
| År                                 | Jury                                         | Televoting                         |
| ---------------------------------- | -------------------------------------------- | ---------------------------------- |
| 2004                               | Nordmakedonien                               | Ingen separat televoting           |
| 2005                               | Nordmakedonien                               | Ingen separat televoting           |
| 2008                               | Nordmakedonien                               | Ingen separat televoting           |
| 2010                               | Nordmakedonien                               | Ingen separat televoting           |
| 2012                               | Italien, Nordmakedonien, San Marino, Schweiz | Ingen separat televoting           |
| 2015                               | Nordmakedonien                               | Ingen separat televoting           |
| 2018                               | Aserbajdsjan                                 | Italien, Nordmakedonien            |
| 2019                               | Modtog ikke 12 point                         | Italien, Nordmakedonien            |
| 2021                               | Malta                                        | Modtog ikke 12 point               |
| 2023                               | Modtog ikke 12 point                         | Schweiz                            |
| 2025                               | Frankrig                                     | Grækenland, Montenegro             |

| Albanien har givet 12 point til | Albanien har givet 12 point til | Albanien har givet 12 point til |
| År                              | Jury                            | Televoting                      |
| ------------------------------- | ------------------------------- | ------------------------------- |
| 2004                            | Grækenland                      | Ingen separat televoting        |
| 2005                            | Grækenland                      | Ingen separat televoting        |
| 2006                            | Bosnien-Hercegovina             | Ingen separat televoting        |
| 2007                            | Spanien                         | Ingen separat televoting        |
| 2008                            | Grækenland                      | Ingen separat televoting        |
| 2009                            | Grækenland                      | Ingen separat televoting        |
| 2010                            | Grækenland                      | Ingen separat televoting        |
| 2011                            | Italien                         | Ingen separat televoting        |
| 2012                            | Grækenland                      | Ingen separat televoting        |
| 2013                            | Italien                         | Ingen separat televoting        |
| 2014                            | Spanien                         | Ingen separat televoting        |
| 2015                            | Italien                         | Ingen separat televoting        |
| 2016                            | Australien                      | Australien                      |
| 2017                            | Italien                         | Italien                         |
| 2018                            | Italien                         | Italien                         |
| 2019                            | Nordmakedonien                  | Rusland                         |
| 2021                            | Schweiz                         | Schweiz                         |
| 2022                            | Italien                         | Grækenland                      |
| 2023                            | Sverige                         | Italien                         |
| 2024                            | Schweiz                         | Kroatien                        |
| 2025                            | Frankrig                        | Grækenland                      |

### Flest point til og fra - alle lande
NB: Kun point givet i finalerne er talt med.
| Albanien har givet point til | Albanien har givet point til | Albanien har givet point til |
| Placering                    | Land                         | Point                        |
| ---------------------------- | ---------------------------- | ---------------------------- |
| 1                            | Italien                      | 208                          |
| 2                            | Grækenland                   | 184                          |
| 3                            | Sverige                      | 89                           |
| 4                            | Frankrig                     | 78                           |
| =                            | Spanien                      | 78                           |
| 6                            | Tyrkiet                      | 71                           |
| 7                            | Schweiz                      | 68                           |
| 8                            | Cypern                       | 65                           |
| 9                            | Israel                       | 58                           |
| 10                           | Tyskland                     | 53                           |
| 11                           | Rusland                      | 52                           |
| 12                           | Bulgarien                    | 51                           |
| 13                           | Bosnien-Hercegovina          | 48                           |
| =                            | Nordmakedonien               | 48                           |
| 15                           | Storbritannien               | 45                           |
| 16                           | Ukraine                      | 44                           |
| 17                           | Aserbajdsjan                 | 41                           |
| 18                           | Australien                   | 37                           |
| 19                           | Armenien                     | 34                           |
| 20                           | Kroatien                     | 32                           |
| 21                           | Norge                        | 31                           |
| 22                           | Ungarn                       | 30                           |
| 23                           | Holland                      | 27                           |
| 24                           | Rumænien                     | 24                           |
| 25                           | Estland                      | 23                           |
| =                            | San Marino                   | 23                           |
| =                            | Serbien                      | 23                           |
| 28                           | Portugal                     | 21                           |
| 29                           | Østrig                       | 20                           |
| 30                           | Malta                        | 19                           |
| 31                           | Finland                      | 14                           |
| 32                           | Belgien                      | 13                           |
| =                            | Serbien og Montenegro        | 13                           |
| 34                           | Irland                       | 12                           |
| =                            | Luxembourg                   | 12                           |
| =                            | Montenegro                   | 12                           |
| 37                           | Moldova                      | 10                           |
| 38                           | Island                       | 6                            |
| =                            | Polen                        | 6                            |
| 40                           | Litauen                      | 4                            |
| =                            | Slovenien                    | 4                            |
| 42                           | Danmark                      | 3                            |
| 43                           | Hviderusland                 | 2                            |
| 44                           | Tjekkiet                     | 1                            |
| 45                           | Andorra                      | 0                            |
| =                            | Georgien                     | 0                            |
| =                            | Jugoslavien                  | 0                            |
| =                            | Letland                      | 0                            |
| =                            | Marokko                      | 0                            |
| =                            | Monaco                       | 0                            |
| =                            | Slovakiet                    | 0                            |

| Albanien har modtaget point fra | Albanien har modtaget point fra | Albanien har modtaget point fra |
| Placering                       | Land                            | Point                           |
| ------------------------------- | ------------------------------- | ------------------------------- |
| 1                               | Nordmakedonien                  | 127                             |
| 2                               | Grækenland                      | 116                             |
| 3                               | Schweiz                         | 97                              |
| 4                               | Montenegro                      | 91                              |
| 5                               | Italien                         | 67                              |
| 6                               | Kroatien                        | 54                              |
| 7                               | Aserbajdsjan                    | 35                              |
| 8                               | Østrig                          | 34                              |
| 9                               | Slovenien                       | 33                              |
| 10                              | Belgien                         | 32                              |
| =                               | Malta                           | 32                              |
| =                               | San Marino                      | 32                              |
| 13                              | Tyrkiet                         | 31                              |
| 14                              | Tyskland                        | 28                              |
| 15                              | Frankrig                        | 24                              |
| 16                              | Bosnien-Hercegovina             | 21                              |
| =                               | Island                          | 21                              |
| 18                              | Ungarn                          | 20                              |
| 19                              | Polen                           | 18                              |
| =                               | Sverige                         | 18                              |
| 21                              | Cypern                          | 16                              |
| =                               | Danmark                         | 16                              |
| =                               | Portugal                        | 16                              |
| =                               | Serbien og Montenegro           | 16                              |
| 25                              | Storbritannien                  | 13                              |
| 26                              | Rumænien                        | 12                              |
| 27                              | Bulgarien                       | 11                              |
| =                               | Tjekkiet                        | 11                              |
| 29                              | Finland                         | 10                              |
| =                               | Georgien                        | 10                              |
| 31                              | Hviderusland                    | 7                               |
| =                               | Luxembourg                      | 7                               |
| 33                              | Serbien                         | 6                               |
| 34                              | Australien                      | 4                               |
| =                               | Irland                          | 4                               |
| =                               | Spanien                         | 4                               |
| 37                              | Armenien                        | 3                               |
| =                               | Holland                         | 3                               |
| =                               | Norge                           | 3                               |
| 40                              | Letland                         | 2                               |
| 41                              | Estland                         | 1                               |
| =                               | Moldova                         | 1                               |
| 43                              | Andorra                         | 0                               |
| =                               | Israel                          | 0                               |
| =                               | Jugoslavien                     | 0                               |
| =                               | Litauen                         | 0                               |
| =                               | Marokko                         | 0                               |
| =                               | Monaco                          | 0                               |
| =                               | Rusland                         | 0                               |
| =                               | Slovakiet                       | 0                               |
| =                               | Ukraine                         | 0                               |

## Kommentatorer og jurytalsmænd
| År   | Kommentator  | Jurytalsmand |
| ---- | ------------ | ------------ |
| 2004 | Leon Menkshi | Zhani Ciko   |
| 2005 | Leon Menkshi | Zhani Ciko   |
| 2006 | Leon Menkshi | Leon Menkshi |
| 2007 | Leon Menkshi | Leon Menkshi |
| 2008 | Leon Menkshi | Leon Menkshi |
| 2009 | Leon Menkshi | Leon Menkshi |
| 2010 | Leon Menkshi | Leon Menkshi |
| 2011 | Leon Menkshi | Leon Menkshi |
| 2012 | Andri Xhahu  | Andri Xhahu  |
| 2013 | Andri Xhahu  | Andri Xhahu  |
| 2014 | Andri Xhahu  | Andri Xhahu  |
| 2015 | Andri Xhahu  | Andri Xhahu  |
| 2016 | Andri Xhahu  | Andri Xhahu  |
| 2017 | Andri Xhahu  | Andri Xhahu  |
| 2018 | Andri Xhahu  | Andri Xhahu  |
| 2019 | Andri Xhahu  | Andri Xhahu  |
| 2021 | Andri Xhahu  | Andri Xhahu  |
| 2022 | Andri Xhahu  | Andri Xhahu  |
| 2023 | Andri Xhahu  | Andri Xhahu  |
| 2024 | Andri Xhahu  | Andri Xhahu  |
| 2025 | Andri Xhahu  | Andri Xhahu  |

## Galleri
- Anjeza Shahini i Istanbul (2004)
- Frederik Ndoci og Aida Ndoci i Helsinki (2007)
- Olta Boka i Beograd (2008)
- Juliana Pasha i Oslo (2010)
- Rona Nishliu i Baku (2012)
- Adrian Lulgjuraj & Bledar Sejko i Malmö (2013)
- Hersi Matmuja i København (2014)
- Elhaida Dani i Wien (2015)
- Eneda Tarifa i Stockholm (2016)
- Lindita i Kyiv (2017)
- Eugent Bushpepa i Lissabon (2018)
- Jonida Maliqi i Tel Aviv (2019)
- Ronela Hajati i Torino (2022)
- Albina and Familja Kelmendi i Liverpool (2023)
- Besa i Malmö (2024)
- Shkodra Elektronike i Basel (2025)

## Eksterne Henvisninger
- Eurovision officielle hjemmeside
- tekster til alle de albanske bidrag